# Покровский городской совет (Днепропетровская область)
Покровский городской совет (укр. Покровська міська рада; до 2016 года — Орджоникидзевский городской совет, укр. Орджонікідзевська міська рада) — административно-территориальная единица и соответствующий орган местной власти в составе Днепропетровской области Украины.
Административный центр городского совета находится в 
г. Покров
.

## Населённые пункты совета
- г. Покров
- пгт Горняцкое
- пгт Чертомлык

## Ссылка
- Покровська міська рада Архивная копия от 26 августа 2016 на Wayback Machine (укр.)